# Berenguer Ramon I
Berenguer Ramon I, dit el Corbat (?, ca. 1005 - 31 de març de 1035, Barcelona) fou comte de Barcelona, Girona i Osona (1017-1035). El malnom «el Corbat» té el seu origen en el mot llatí Curvo, que apareix per primera vegada al costat del seu nom en el privilegi Ob honorem, un document que suposadament hauria fet el rei Sanç I d'Aragó i Pamplona en benefici del Monestir de Sant Joan de la Penya el 1090. El document però és un Fals, un dels típics privilegis que durant l'alta edat mitjana alguns monestirs falsificaren per a al·legar prebendes suposadament concedides en benefici seu per reis difunts.

## Orígens familiars
Fill de Ramon Borrell, comte de Barcelona, i d'Ermessenda de Carcassona.
|  |                                   |  |  |  |  |  |  |  |  |  |  |  |  |  |  |  |
|  | 16. Guifré I de Barcelona         |  |  |  |  |  |  |  |  |  |  |  |  |  |  |  |
|  |                                   |  |  |  |  |  |  |  |  |  |  |  |  |  |  |  |
|  |                                   |  |  |  |  |  |  |  |  |  |  |  |  |  |  |  |
|  | 8. Sunyer I de Barcelona          |  |  |  |  |  |  |  |  |  |  |  |  |  |  |  |
|  |                                   |  |  |  |  |  |  |  |  |  |  |  |  |  |  |  |
|  |                                   |  |  |  |  |  |  |  |  |  |  |  |  |  |  |  |
|  | 17. Gunilda d'Empúries            |  |  |  |  |  |  |  |  |  |  |  |  |  |  |  |
|  |                                   |  |  |  |  |  |  |  |  |  |  |  |  |  |  |  |
|  |                                   |  |  |  |  |  |  |  |  |  |  |  |  |  |  |  |
|  | 4. Borrell II de Barcelona        |  |  |  |  |  |  |  |  |  |  |  |  |  |  |  |
|  |                                   |  |  |  |  |  |  |  |  |  |  |  |  |  |  |  |
|  |                                   |  |  |  |  |  |  |  |  |  |  |  |  |  |  |  |
|  | 18. Ermengol de Roergue           |  |  |  |  |  |  |  |  |  |  |  |  |  |  |  |
|  |                                   |  |  |  |  |  |  |  |  |  |  |  |  |  |  |  |
|  |                                   |  |  |  |  |  |  |  |  |  |  |  |  |  |  |  |
|  | 9. Riquilda de Tolosa             |  |  |  |  |  |  |  |  |  |  |  |  |  |  |  |
|  |                                   |  |  |  |  |  |  |  |  |  |  |  |  |  |  |  |
|  |                                   |  |  |  |  |  |  |  |  |  |  |  |  |  |  |  |
|  | 19. Adelaida                      |  |  |  |  |  |  |  |  |  |  |  |  |  |  |  |
|  |                                   |  |  |  |  |  |  |  |  |  |  |  |  |  |  |  |
|  |                                   |  |  |  |  |  |  |  |  |  |  |  |  |  |  |  |
|  | 2. Ramon Borrell I de Barcelona   |  |  |  |  |  |  |  |  |  |  |  |  |  |  |  |
|  |                                   |  |  |  |  |  |  |  |  |  |  |  |  |  |  |  |
|  |                                   |  |  |  |  |  |  |  |  |  |  |  |  |  |  |  |
|  | 20. Ramon II de Tolosa            |  |  |  |  |  |  |  |  |  |  |  |  |  |  |  |
|  |                                   |  |  |  |  |  |  |  |  |  |  |  |  |  |  |  |
|  |                                   |  |  |  |  |  |  |  |  |  |  |  |  |  |  |  |
|  | 10. Ramon III de Tolosa           |  |  |  |  |  |  |  |  |  |  |  |  |  |  |  |
|  |                                   |  |  |  |  |  |  |  |  |  |  |  |  |  |  |  |
|  |                                   |  |  |  |  |  |  |  |  |  |  |  |  |  |  |  |
|  | 21. Gunilda                       |  |  |  |  |  |  |  |  |  |  |  |  |  |  |  |
|  |                                   |  |  |  |  |  |  |  |  |  |  |  |  |  |  |  |
|  |                                   |  |  |  |  |  |  |  |  |  |  |  |  |  |  |  |
|  | 5. Letgarda de Tolosa             |  |  |  |  |  |  |  |  |  |  |  |  |  |  |  |
|  |                                   |  |  |  |  |  |  |  |  |  |  |  |  |  |  |  |
|  |                                   |  |  |  |  |  |  |  |  |  |  |  |  |  |  |  |
|  | 22. Gartzia Antso                 |  |  |  |  |  |  |  |  |  |  |  |  |  |  |  |
|  |                                   |  |  |  |  |  |  |  |  |  |  |  |  |  |  |  |
|  |                                   |  |  |  |  |  |  |  |  |  |  |  |  |  |  |  |
|  | 11. Garsinda                      |  |  |  |  |  |  |  |  |  |  |  |  |  |  |  |
|  |                                   |  |  |  |  |  |  |  |  |  |  |  |  |  |  |  |
|  |                                   |  |  |  |  |  |  |  |  |  |  |  |  |  |  |  |
|  | 23. Amuna                         |  |  |  |  |  |  |  |  |  |  |  |  |  |  |  |
|  |                                   |  |  |  |  |  |  |  |  |  |  |  |  |  |  |  |
|  |                                   |  |  |  |  |  |  |  |  |  |  |  |  |  |  |  |
|  | 1. Berenguer Ramon I de Barcelona |  |  |  |  |  |  |  |  |  |  |  |  |  |  |  |
|  |                                   |  |  |  |  |  |  |  |  |  |  |  |  |  |  |  |
|  |                                   |  |  |  |  |  |  |  |  |  |  |  |  |  |  |  |
|  | 24. Asnar III de Comenge          |  |  |  |  |  |  |  |  |  |  |  |  |  |  |  |
|  |                                   |  |  |  |  |  |  |  |  |  |  |  |  |  |  |  |
|  |                                   |  |  |  |  |  |  |  |  |  |  |  |  |  |  |  |
|  | 12. Arnau I de Comenge            |  |  |  |  |  |  |  |  |  |  |  |  |  |  |  |
|  |                                   |  |  |  |  |  |  |  |  |  |  |  |  |  |  |  |
|  |                                   |  |  |  |  |  |  |  |  |  |  |  |  |  |  |  |
|  | 25. ?                             |  |  |  |  |  |  |  |  |  |  |  |  |  |  |  |
|  |                                   |  |  |  |  |  |  |  |  |  |  |  |  |  |  |  |
|  |                                   |  |  |  |  |  |  |  |  |  |  |  |  |  |  |  |
|  | 6. Roger I de Carcassona          |  |  |  |  |  |  |  |  |  |  |  |  |  |  |  |
|  |                                   |  |  |  |  |  |  |  |  |  |  |  |  |  |  |  |
|  |                                   |  |  |  |  |  |  |  |  |  |  |  |  |  |  |  |
|  | 26. Acfred I d'Aquitània          |  |  |  |  |  |  |  |  |  |  |  |  |  |  |  |
|  |                                   |  |  |  |  |  |  |  |  |  |  |  |  |  |  |  |
|  |                                   |  |  |  |  |  |  |  |  |  |  |  |  |  |  |  |
|  | 13. Arsenda de Carcassona         |  |  |  |  |  |  |  |  |  |  |  |  |  |  |  |
|  |                                   |  |  |  |  |  |  |  |  |  |  |  |  |  |  |  |
|  |                                   |  |  |  |  |  |  |  |  |  |  |  |  |  |  |  |
|  | 27. ?                             |  |  |  |  |  |  |  |  |  |  |  |  |  |  |  |
|  |                                   |  |  |  |  |  |  |  |  |  |  |  |  |  |  |  |
|  |                                   |  |  |  |  |  |  |  |  |  |  |  |  |  |  |  |
|  | 3. Ermessenda de Carcassona       |  |  |  |  |  |  |  |  |  |  |  |  |  |  |  |
|  |                                   |  |  |  |  |  |  |  |  |  |  |  |  |  |  |  |
|  |                                   |  |  |  |  |  |  |  |  |  |  |  |  |  |  |  |
|  | 28. Berenguer I de Melguèlh       |  |  |  |  |  |  |  |  |  |  |  |  |  |  |  |
|  |                                   |  |  |  |  |  |  |  |  |  |  |  |  |  |  |  |
|  |                                   |  |  |  |  |  |  |  |  |  |  |  |  |  |  |  |
|  | 14. Bernat II de Melguèlh         |  |  |  |  |  |  |  |  |  |  |  |  |  |  |  |
|  |                                   |  |  |  |  |  |  |  |  |  |  |  |  |  |  |  |
|  |                                   |  |  |  |  |  |  |  |  |  |  |  |  |  |  |  |
|  | 29. ?                             |  |  |  |  |  |  |  |  |  |  |  |  |  |  |  |
|  |                                   |  |  |  |  |  |  |  |  |  |  |  |  |  |  |  |
|  |                                   |  |  |  |  |  |  |  |  |  |  |  |  |  |  |  |
|  | 7. Adelaida de Melguèlh           |  |  |  |  |  |  |  |  |  |  |  |  |  |  |  |
|  |                                   |  |  |  |  |  |  |  |  |  |  |  |  |  |  |  |
|  |                                   |  |  |  |  |  |  |  |  |  |  |  |  |  |  |  |
|  | 30. ?                             |  |  |  |  |  |  |  |  |  |  |  |  |  |  |  |
|  |                                   |  |  |  |  |  |  |  |  |  |  |  |  |  |  |  |
|  |                                   |  |  |  |  |  |  |  |  |  |  |  |  |  |  |  |
|  | 15. Senegunda                     |  |  |  |  |  |  |  |  |  |  |  |  |  |  |  |
|  |                                   |  |  |  |  |  |  |  |  |  |  |  |  |  |  |  |
|  |                                   |  |  |  |  |  |  |  |  |  |  |  |  |  |  |  |
|  | 31. ?                             |  |  |  |  |  |  |  |  |  |  |  |  |  |  |  |
|  |                                   |  |  |  |  |  |  |  |  |  |  |  |  |  |  |  |
|  |                                   |  |  |  |  |  |  |  |  |  |  |  |  |  |  |  |

## Núpcies i descendents
El 1021 es casà amb Sança de Castella, filla de Sanç Garcia, comte de Castella. Van tenir dos fills: 
- l'infant Ramon Berenguer (1023-1076), comte de Barcelona i Girona
- l'infant Sanç d'Olèrdola o Sanç de Lluça († d. 6 març 1058), a qui el seu pare li va deixar les terres sarraïnes amb capital a Olèrdola.

L'any 1027 es va tornar a casar, aquest cop amb Guisla de Lluçà, filla del veguer de Balsareny. Van tenir tres fills: 
- l'infant Guillem I d'Osona (1028-?), comte d'Osona
- l'infant Bernat Berenguer de Barcelona
- la infanta Sibil·la de Barcelona (1035-1074), casada vers el 1056 amb Enric de Borgonya, pares del comte Enric de Portugal

## Política

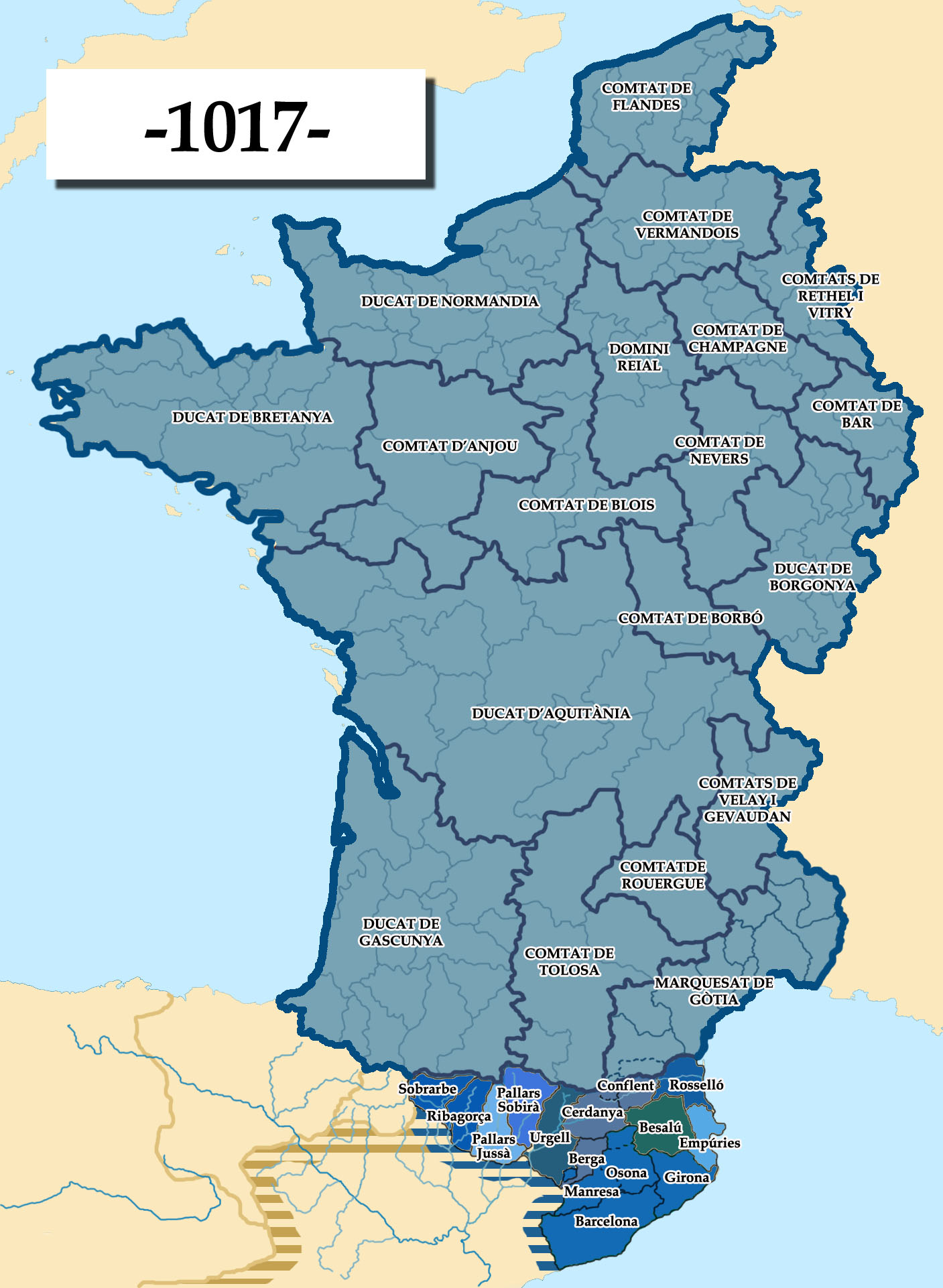
L'any 987, amb l'extinció de la dinastia carolingia i l'entronització d'Hug Capet, la majoria dels comtes del sud dels Pirineus ja no rendiren vassallatge als reis de França.
Potestas d'Ermessenda i Berenguer Ramon I
Potestas de Bernat I de Besalú
Potestas de Guifré II de Cerdanya
Potestas d'Ermengol II d'Urgell
Potestas de Hug I d'Empúries
Potestas de Gausfred II de Rosselló
Potestas de Guillem II de Pallars Sobirà
Potestas de Ramon IV de Pallars Jussà
Potestas de Guillem de Ribagorça

La figura de Berenguer Ramon I té un doble vessant. Per una banda, ha passat a la història com un home equànime. Durant el seu mandat va predominar la pau. Va sotmetre pacíficament el comte d'Urgell, Ermengol, restablí la concòrdia amb el comte Hug I d'Empúries i tingué excel·lents relacions amb Guillem I de Besalú i Guifré II de Cerdanya. També va tenir bones relacions amb el Papa i el 1032 va viatjar a Roma. A més, anà diverses vegades a Saragossa i a Navarra, per entrevistar-se amb Sanç Garcés III el Major, rei de Navarra, i unificar criteris en les relacions amb els comtes de Tolosa. Els seus homes de confiança i consellers foren l'abat Oliba, el jutge Ponç Bofill, Gombau de Besora i els bisbes Pere de Girona i Deudat de Barcelona.
El 1025 va promulgar un decret que alliberava els propietaris de terres de qualsevol vinculació jurisdiccional que no fos la del comtat i els deslliurà d'impostos.
D'altra banda, el govern de Berenguer Ramon I va marcar el començament del declivi del poder comtal. En morir el seu pare (1018), Berenguer Ramon encara era menor d'edat i la seva mare Ermessenda actuà com a tutora i regenta fins al 1023. Però quan Berenguer Ramon va arribar a la majoria d'edat no va començar a governar sol sinó que Ermessenda va continuar associada al govern.
Segons alguns cronistes, el caràcter de Berenguer Ramon era massa indecís. A més, la política de pau amb l'islam anava en contra dels desitjos de la noblesa que veien la guerra com l'única manera d'aconseguir glòria i riqueses. Això va fer que alguns nobles comencessin a actuar al marge del poder comtal. Ermessenda, en canvi, era enèrgica i decidida i va intentar de totes totes imposar la seva autoritat sobre els altres nobles. Però la seva condició de dona li impedia d'exercir de cabdill militar i, per tant, d'organitzar alguna ràtzia o expedició militar que satisfés les ànsies de poder dels aristòcrates.

## Testament
La desintegració del poder comtal es va fer més evident quan, poc abans de morir, l'any 1035, Berenguer Ramon I va repartir els seus dominis entre els seus fills: Ramon Berenguer va rebre Girona i Barcelona fins al riu Llobregat; Sanç d'Olèrdola, el territori fronterer que anava des del Llobregat fins a la terra dels musulmans, constituït com a Comtat del Penedès amb capital a Olèrdola; i a Guillem li va deixar Osona. En concret:
- Ramon Berenguer I va rebre els comtats i bisbats de Girona i Barcelona en aplicació d'una clàusula de millora.

- Els dos germans petits, Sanç i Guillem (juntament amb la seva mare Guisla), van heretar el Penedès, és a dir, la frontera de més enllà del Llobregat, amb la ciutat d'Olèrdola, i el comtat d'Osona, respectivament. Ambdós havien d'estar sota l'obediència (obsequium) i tutela (baiulia) del germà gran, Ramon Berenguer.

- La vídua de Ramon Borrell, la comtessa-àvia Ermessenda, va detenir el condomini o govern compartit dels tres comtats. Aprofitant la minoritat dels tres germans, aquesta disposició testamentària va permetre a Ermessenda exercir el govern dels comtats amb l'ajut d'homes fidels, partidaris de l'ordre públic tradicional. Es podria dir que Catalunya, malgrat els esforços d'Ermessenda, va restar sense autoritat forta del 1017 al 1041. Entre els fidels a Ermessenda de Carcassona hi havia els bisbes Oliba de Vic i Pere de Girona, el prohom Gombau de Besora, el jutge Ponç Bonfill Marc i el vescomte de Cardona.

## Títols i successors
| Berenguer Ramon I Casal de BarcelonaNaixement: 1006 Mort: 1035 | |                                                              |
| Títols                                                         | |                                                              |
| Precedit per: Ramon Borrell I de Barcelona (pare)              | Comte de Barcelona (Llista de comtes de Barcelona) Comtat de Barcelona, Comtat de Girona, Comtat de Manresa (1018–1035) | Succeït per: Ramon Berenguer I de Barcelona "el Vell" (fill) |
| Precedit per: Ramon Borrell I de Barcelona (pare)              | Comte d'Osona (Llista de comtes d'Osona) (1017–1035)                                                                    | Succeït per: Guillem I d'Osona (fill)                        |